# Cycloneda sanguinea
Cycloneda sanguinea (joaninha-vermelha) é uma espécie amplamente difundida de joaninha nas Américas. Esta joaninha pode ser distinguida das outras devido à falta de manchas nos élitros

## Distribuição
A joaninha-vermelha é o besouro joaninha mais difundido na América Latina, com uma distribuição que varia do sul dos Estados Unidos até a Argentina, e para o leste até as Ilhas Cayman. Nas Ilhas Galápagos, vive em simpatria com sua espécie irmã, Cycloneda galapagensis.

## Descrição
A joaninha-vermelha é um grande besouro joaninha com élitros vermelhos e sem manchas (tampas das asas). A cor varia do laranja ao vermelho profundo. As marcas brancas e pretas na cabeça e no pronoto são muito distintas e também específicas de gênero. Fêmeas e machos têm manchas brancas na parte preta, mas a fêmea tem preto no centro, continuando para baixo no rosto, enquanto o macho tem uma fenda branca acima da cabeça e um rosto branco. Essas joaninhas são frequentemente encontradas se alimentando de pulgões em serralhas, mas também ocorrem em várias outras plantas. Suas pupas têm a notável capacidade de "morder" potenciais predadores.